# 二草酸根合硼酸锂
二草酸根合硼酸锂是一种化合物，化学式为LiB(C2O4)2，它可用于锂离子电池中。

## 制备与反应
二草酸根合硼酸锂可由草酸、氢氧化锂和硼酸加热反应制得：
2 H2C2O4·2H2O + LiOH·H2O + H3BO3 → LiB(C2O4)2 + 9 H2O
它可以在300 °C以上分解，生成碳酸锂：
2 LiB(C2O4)2 → Li2CO3 + B2O3 + 4 CO + 3 CO2